# Condado de Amite
El condado de Amite (en inglés: Amite County), fundado en 1809, es un condado del estado estadounidense de Misisipi. En el año 2000 tenía una población de 13.599 habitantes con una densidad poblacional de 7 personas por km². La sede del condado es Liberty.

## Geografía
Según la Oficina del Censo, el condado tiene un área total de 1896 km² (732 mi²), de la cual 1891 km² (730,1 mi²) es tierra y 5 km² (1,9 mi²) es agua.

## Demografía
En el 2000 la renta per cápita promedia del condado era de $ 26,033, y el ingreso promedio para una familia era de $31,256. El ingreso per cápita para el condado era de $14,048. En 2000 los hombres tenían un ingreso per cápita de $28,306 frente a $16,173 para las mujeres. Alrededor del 22.60% de la población estaba bajo el umbral de pobreza nacional.

## Condados adyacentes
- Condado de Franklin (norte)
- Condado de Lincoln (noreste)
- Condado de Pike (este)
- Parroquia de Tangipahoa, Luisiana (sureeste)
- Parroquia de St. Helena, Luisiana (sur)
- Parroquia de East Feliciana, Luisiana (suroeste)
- Condado de Wilkinson (oeste)

## Localidades
Pueblos
- Centreville (la mayoría en el condado de Wilkinson)
- Crosby (parte en el condado de Wilkinson)
- Gloster
- Liberty

Áreas no incorporadas
- Coles
- Gillsburg
- Smithdale

## Principales carreteras
- U.S. Highway 98
- Carretera 24
- Carretera 33
- Carretera 48
- Carretera 569
- Carretera 567
- Carretera 568
- Carretera 571
- Carretera 584